# آرثر جيبسون
آرثر جيبسون (بالإنجليزية: Arthur Gibson)‏ (7 نوفمبر 1863 في المملكة المتحدة - 8 ديسمبر 1895 في المملكة المتحدة) هو لاعب كريكت بريطاني (وحمل سابقاً جنسية المملكة المتحدة لبريطانيا العظمى وأيرلندا). لعب مع Kent County Cricket Club ‏.

## وصلات خارجية
- آرثر جيبسون على موقع إي آس بي آن كريك إنفو (الإنجليزية)